# Leonardo Bonanno
Leonardo Antonio Paolo Bonanno (ur. 18 października 1947 w San Giovanni in Fiore) – włoski duchowny katolicki, biskup San Marco Argentano-Scalea w latach 2011-2022.

## Życiorys
Święcenia kapłańskie otrzymał 27 czerwca 1971 i został inkardynowany do archidiecezji Cosenza. Pracował przede wszystkim jako duszpasterz parafialny, pełniąc jednocześnie funkcje m.in. sekretarza Rady Kapłańskiej, obrońcy węzła i sędziego w kalabryjskim sądzie kościelnym oraz wicekierownika instytutu dla księży. W latach 2002-2006 był rektorem części teologicznej seminarium oraz wikariuszem biskupim ds. duchowieństwa, a od 2006 piastował urząd wikariusza generalnego.
7 stycznia 2011 papież Benedykt XVI mianował go ordynariuszem diecezji San Marco Argentano-Scalea. Sakry biskupiej udzielił mu 25 marca 2011 arcybiskup metropolita Cosenzy - Salvatore Nunnari.
10 grudnia 2022 papież Franciszek przyjął jego rezygnację z urzędu biskupa diecezjalnego.